# Royal Botanic Gardens (Kew)

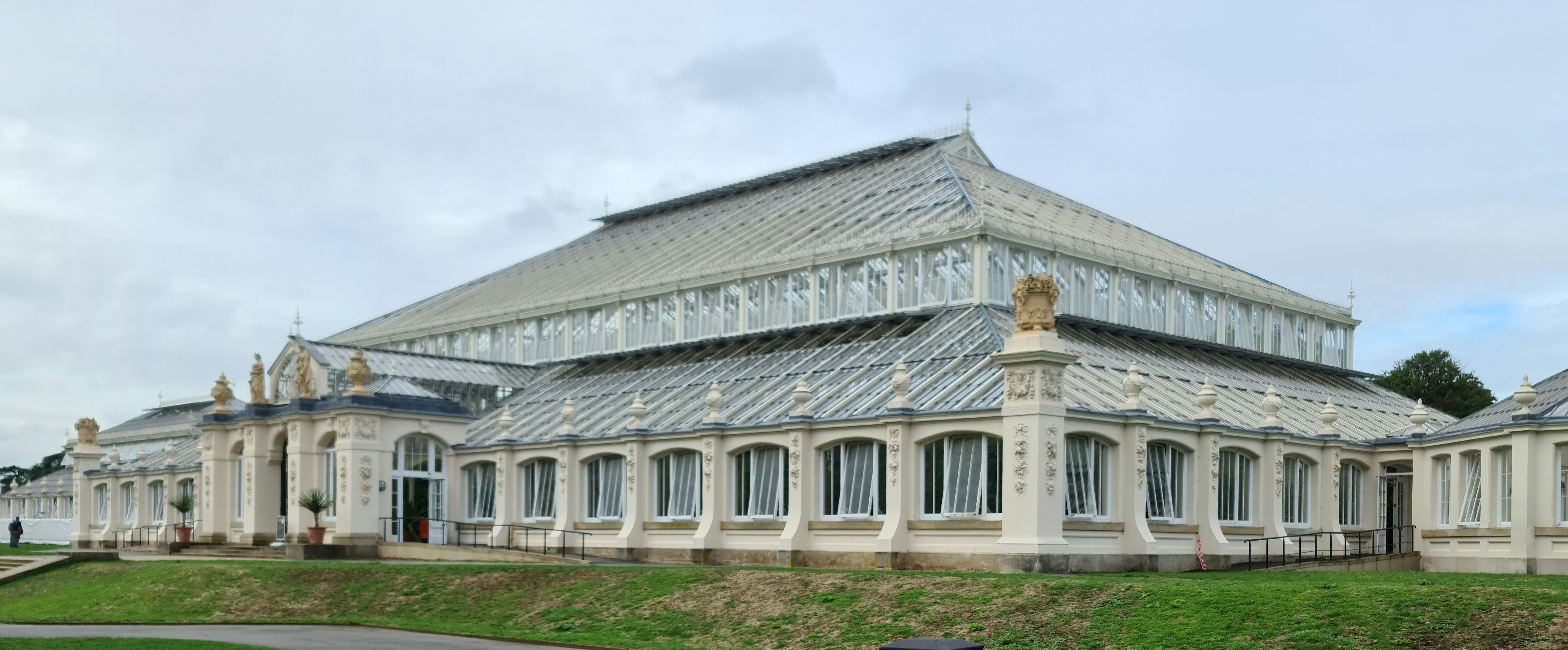
Temperate House

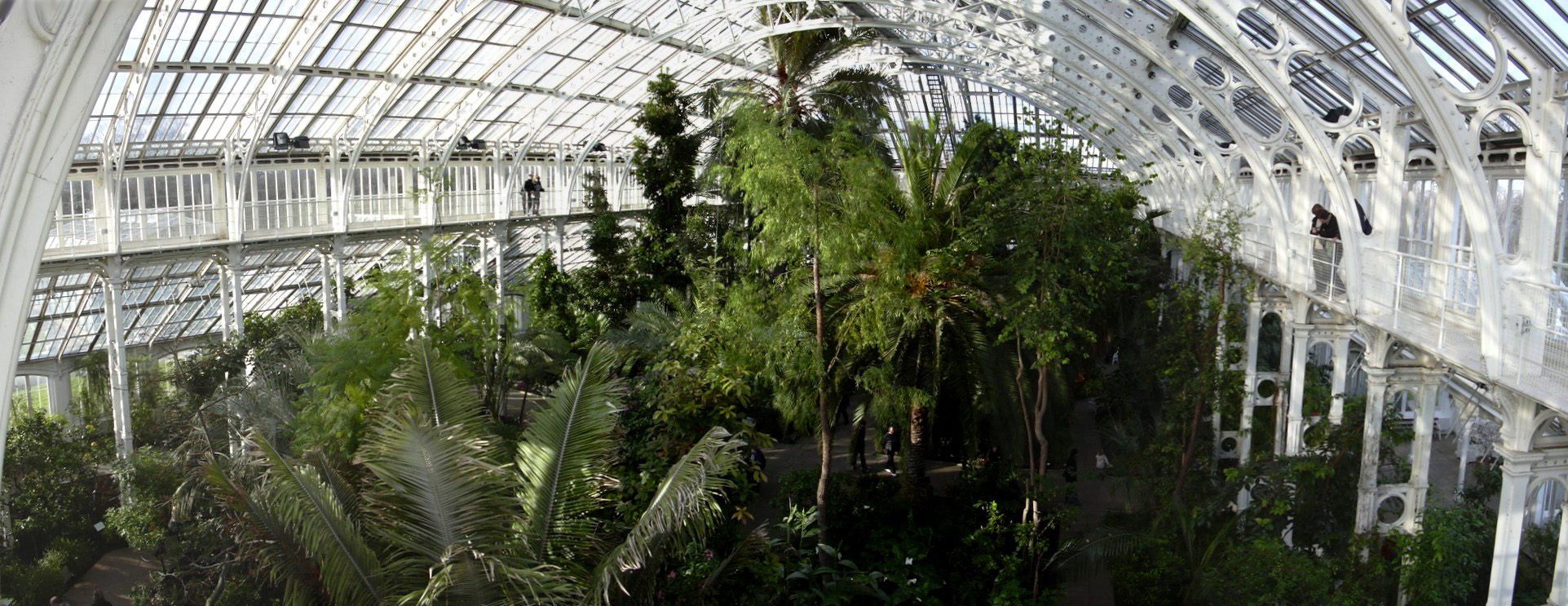
Innenansicht eines Gewächshauses

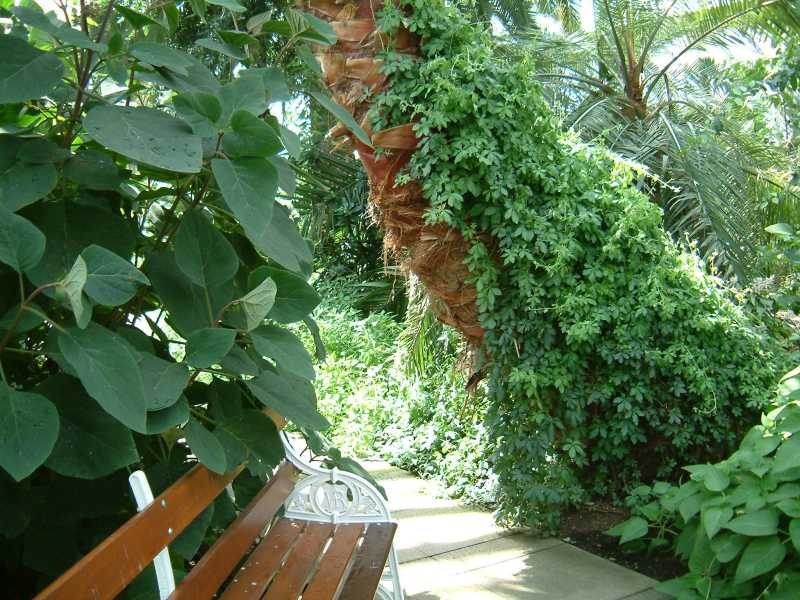
Im Temperate House

Die Royal Botanic Gardens, Kew (Kew Gardens) sind eine ausgedehnte Parkanlage mit bedeutenden Gewächshäusern; sie sind zwischen Richmond upon Thames und Kew im Südwesten Londons gelegen und zählen zu den ältesten botanischen Gärten der Welt. Es sind dort viele Pflanzen zu sehen, die in Europa oder auf der nördlichen Halbkugel nicht heimisch sind. Neben den weltbekannten viktorianischen Gewächshäusern finden sich in Kew Gardens auch großflächige Parkanlagen mit sehr alten Rhododendrongewächsen. Die Besucherzahlen liegen heute bei ein bis zwei Millionen pro Jahr. In jüngerer Zeit widmet sich Kew Gardens auch intensiv Zielen der Umweltbildung, der Forschung und des Naturschutzes.
Am Standort Wakehurst, ca. 60 km südlich von London, befindet sich ebenfalls ein großer, von Kew Gardens genutzter botanischer Garten. In dem über 200 ha großen parkartigen Gelände dominieren Gehölze aus aller Welt und die Millennium-Samenbank.

## Geschichte

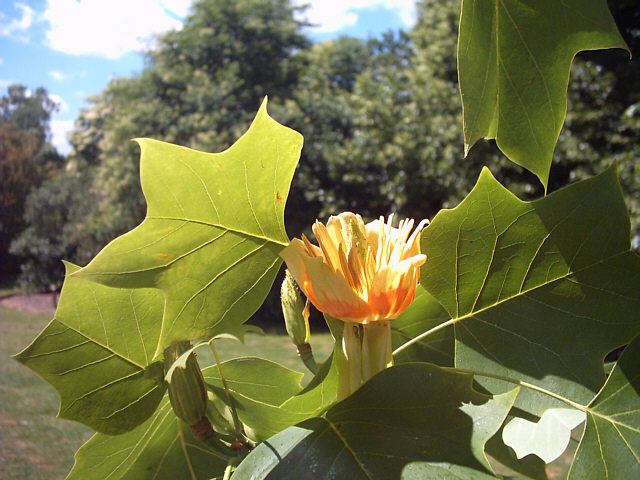
Blüte des Tulpenbaums Liriodendron tulipifera in den Kew Gardens

Die Royal Botanic Gardens in Kew verdanken ihren Ursprung den exotischen Gärten, die Henry Capel, Baron Capel of Tewkesbury (1638–1696) bei Kew anlegte. Sie wurden von Prinzessin Augusta von Sachsen-Gotha-Altenburg, der Witwe Friedrich Ludwigs, des Prince of Wales, deutlich erweitert. Die Gärten waren Lustgärten, unter Augusta dienten sie seit 1759 zum ersten Mal auch als botanische Gärten. Diese Arbeiten wurden von William Chambers durchgeführt; eine 1762 von ihm gebaute chinesische Pagode steht noch heute. König Georg III. stellte William Aiton und Joseph Banks an, um die Gärten weiter auszubauen.
Einer der Botaniker des Gartens, David Nelson, begleitete James Cook und William Bligh in den Pazifik.
1840 wurden die Gärten in einen nationalen botanischen Garten umgewidmet und nochmals deutlich erweitert. In der Folge entstanden auch das Herbarium und eine Bibliothek. Am 3. Juli 2003 wurden die Royal Botanic Gardens von der UNESCO in die Liste des Weltkulturerbes aufgenommen.
2019 wurden die Royal Botanic Gardens (Kew) von rund 2,32 Millionen Personen besucht. 2024 betrug die Besucherzahl etwa 2,27 Millionen Personen.

## Beschreibung

### Die Gewächshäuser

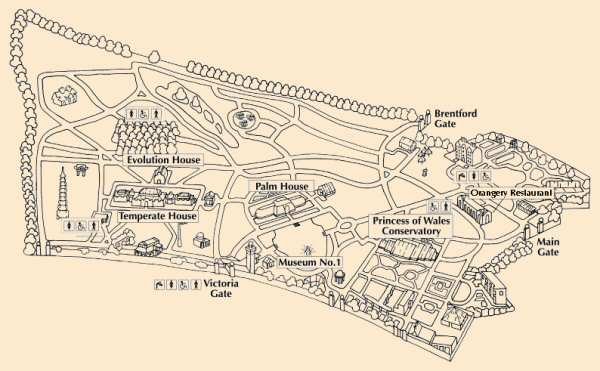
Plan des Kew Gardens, Lage der Gewächshäuser

Nach Plänen des englischen Architekten Decimus Burton entstanden im 19. Jahrhundert in Kew Gardens mehrere Gewächshäuser.

#### Palm House
Das zwischen 1841 und 1849 errichtete Palm House (Tropenhaus) ist das älteste noch existierende viktorianische Gewächshaus. Es beherbergt Palmen und andere Pflanzenarten der feuchten Tropen aus Afrika, Amerika, Asien, Australien und der Pazifikregion und ist durchgängig sehr gut besucht. Sehenswert im Palm House sind die Aquarien im Untergeschoss, wo exotische Fische und andere Wasserlebewesen beobachtet werden können.

#### Temperate House
Das von 1859 bis 1863 erbaute Temperate House ⊙ (deutsch: Haus der gemäßigten Klimazonen) ist mit 4880 m² etwa doppelt so groß wie das Palm House und damit das größte der Gewächshäuser in Kew. Dort wachsen Pflanzen aus Südafrika, Australien, Amerika, Neuseeland, Asien und der Lord-Howe-Insel, und unter anderem mit einer 16 m hohen, aus einem Samen gezogenen Honigpalme (Jubaea chilensis) die höchste in einem Gewächshaus wachsende Palme der Welt. Als seltenste Art des Temperate House gilt der in Afrika beheimatete Brotpalmfarn Encephalartos woodii. Nachdem das Gebäude über einen Zeitraum von fünf Jahren wegen Renovierungsarbeiten geschlossen war, wurde es Anfang Mai 2018 wiedereröffnet.

#### Princess of Wales Conservatory
Das dritte große Gewächshaus ist das Princess of Wales Conservatory. Es wurde in Gedenken an die Gartenbegründerin Prinzessin Augusta 1987 von Prinzessin Diana eröffnet. Es beherbergt Pflanzen aller zehn tropischen Klimazonen, von den Wüsten bis hin zu den immerfeuchten Regenwäldern. Unter seinem Dach sind wichtige tropische Nutzpflanzen, Orchideen und fleischfressende Pflanzen vereint. Besondere Attraktionen sind die Titanenwurz (Amorphophallus titanum) mit der weltweit größten Blüte und ein weiteres Becken mit Amazonas-Seerosen.

#### Weitere kleinere Gewächshäuser
Des Weiteren existieren mehrere kleinere Gewächshäuser:

##### Evolution House
Evolution House nördlich des Temperate House

##### Waterlily House
Das 1852 erbaute Waterlily House (deutsch: Seerosenhaus) beherbergt die nach der englischen Königin benannte Amazonas-Riesenseerose (Victoria amazonica) und andere tropische Wasserpflanzen und ist nur im Sommer zugänglich.

##### Davies Alpine House

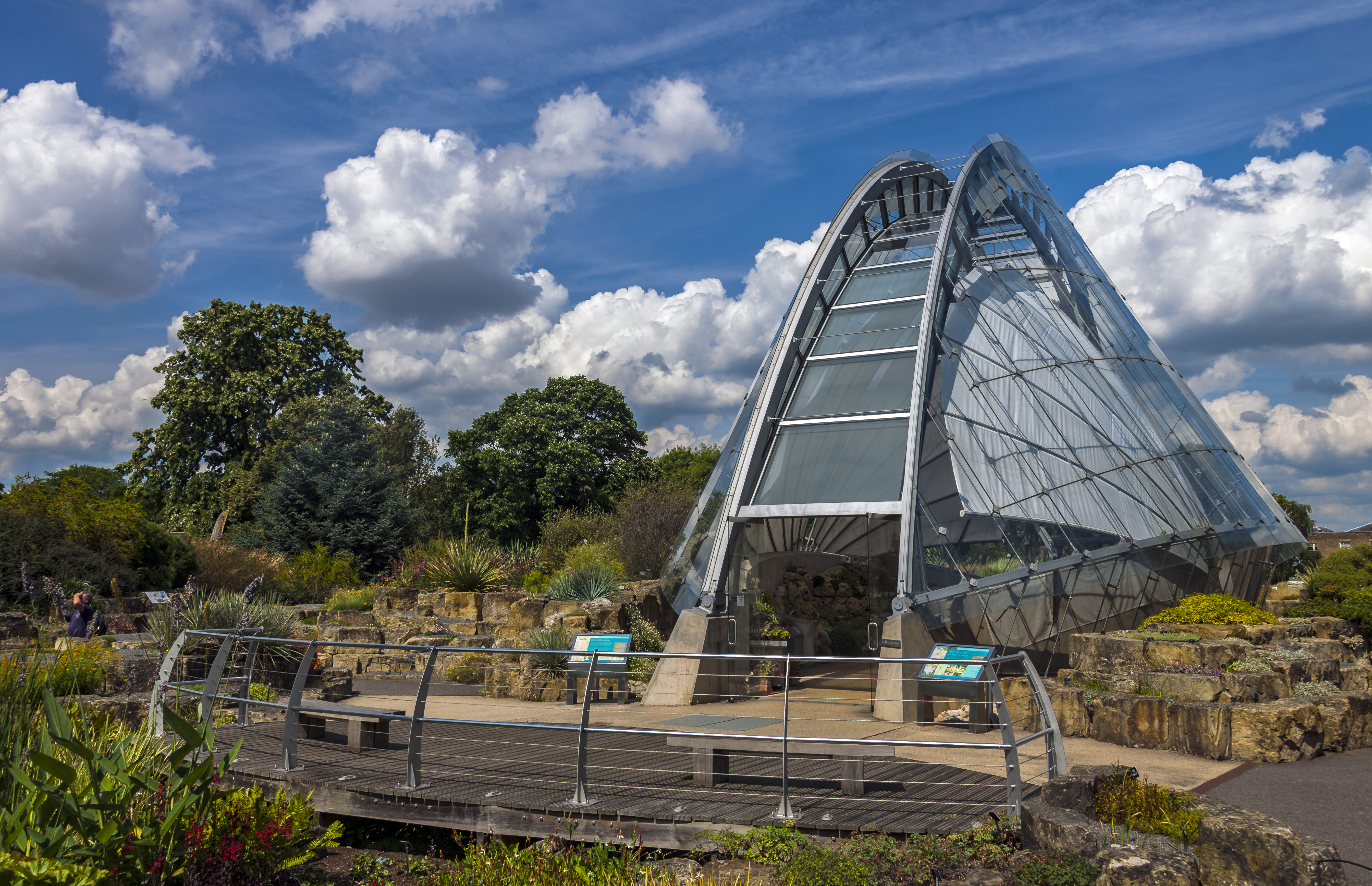
Davies Alpine House

Im Südosten des Parks befindet sich das 2006 eröffnete Davies Alpine House. Es bietet Pflanzen der Hochgebirge optimale Wuchsbedingungen.

### Der See
Der kleine See in Kew Gardens ist, wie fast alle landschaftlichen Darbietungen in den Gärten, künstlich angelegt. Er bietet vielen verschiedenen, auch ungewöhnlichen, Wasservogelarten eine Wohn- und Brutstätte und ist besonders sehenswert während der Paarungs- und Nistzeit.

### Queen Charlotte’s Cottage

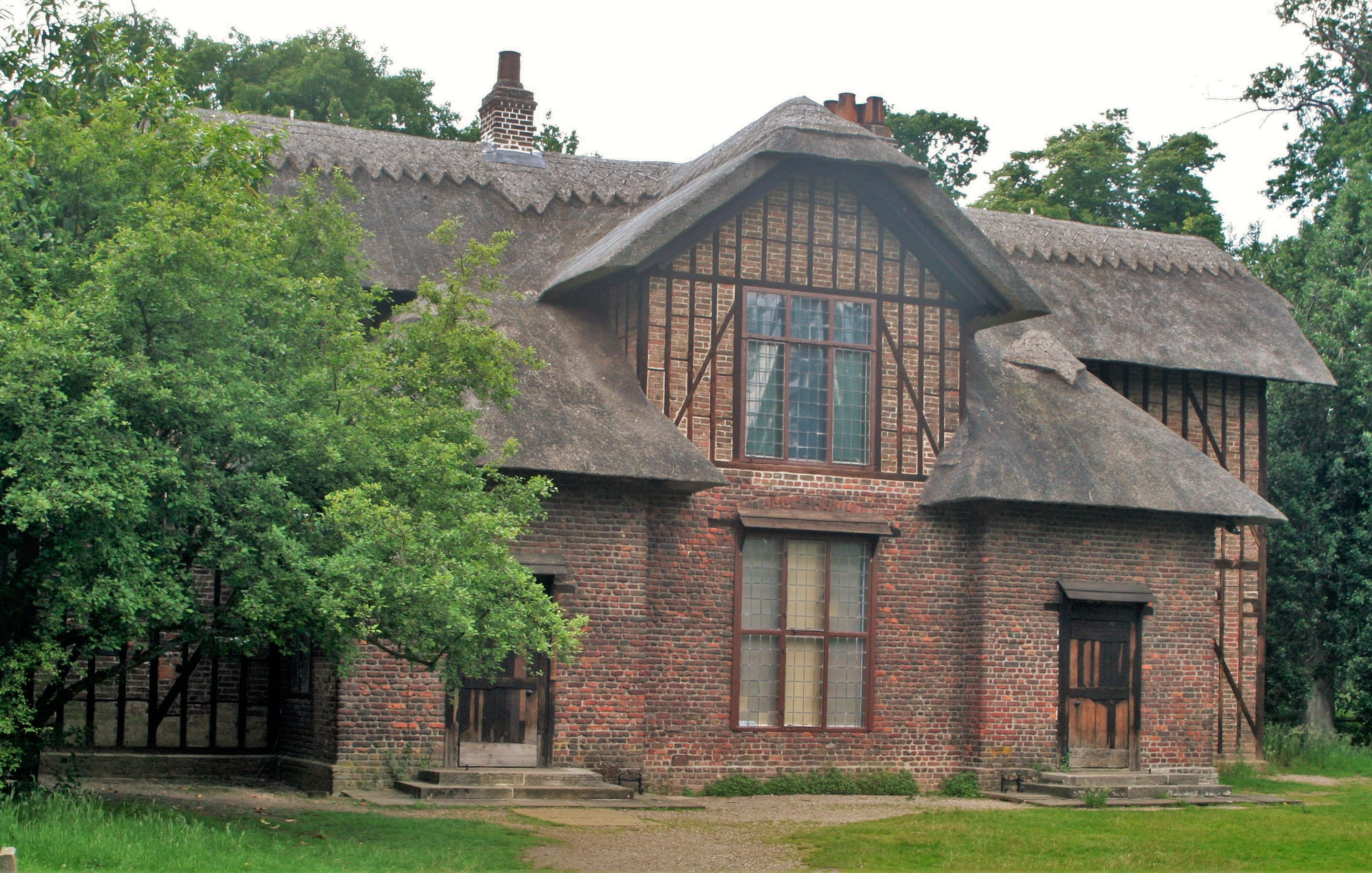
Queen Charlotte Cottage

Das kleine Landhäuschen verdankt seinen Namen seiner ersten Besitzerin, Queen Charlotte, der Frau von König George III. Das Häuschen war ein Hochzeitsgeschenk für Charlotte und wurde von der Königlichen Familie als Picknickhäuschen genutzt, zu keiner Zeit aber als Wohnhaus. Der Innenraum ist Besuchern an bestimmten Tagen zugänglich.

### Kew Palace

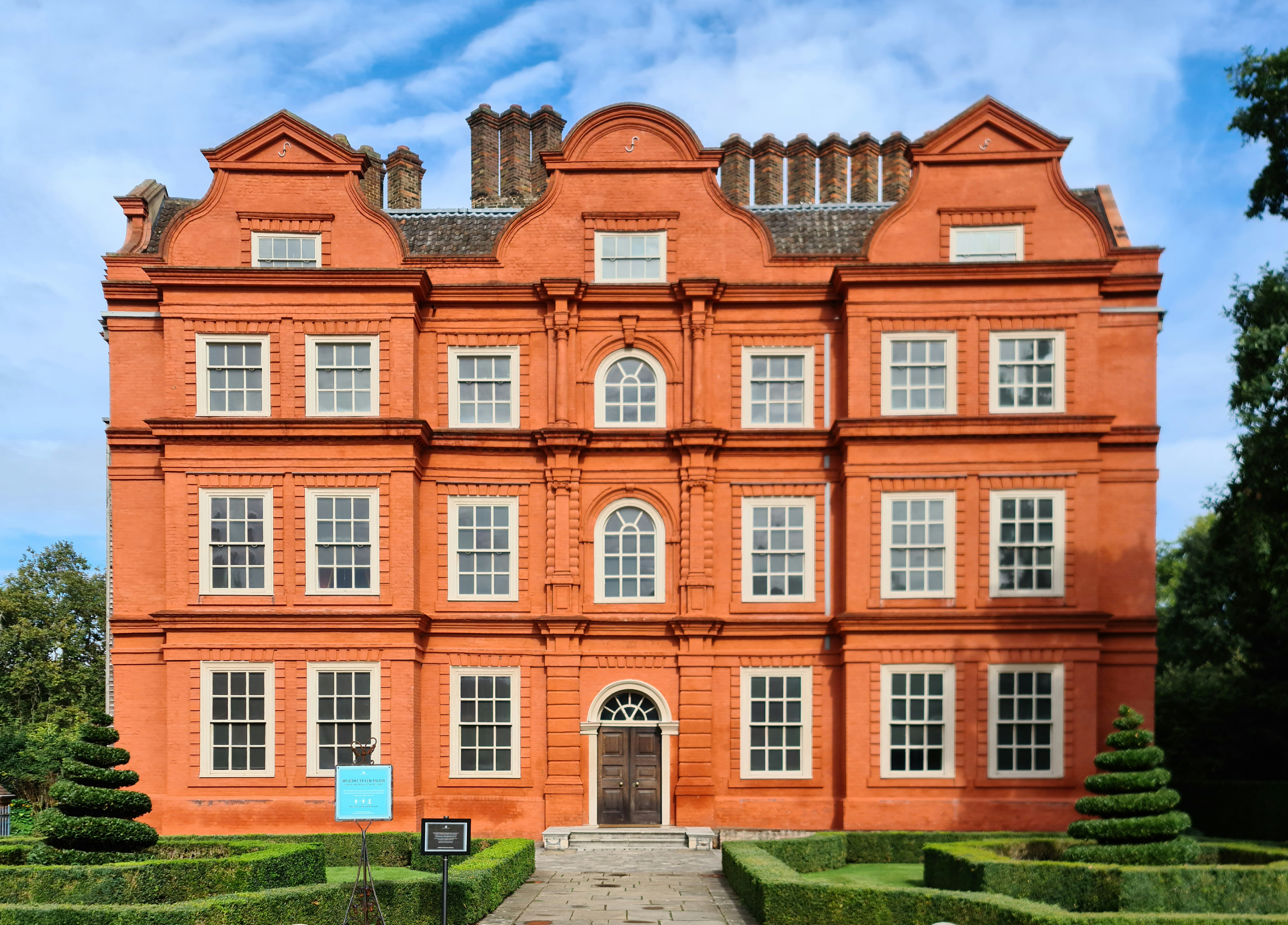
Kew Palace, nördliche Gartenseite

Queens Boudoir Room (Kew Palace)

Kew Palace ist der einzige der ehemals drei königlichen Paläste der heute noch steht. Der 1631 erbaute Palast wurde von König Georg II. als eine Art Kindergarten gekauft.
Der einzige König, der selbst im alten Kew Palace, dem „White House“ gelebt hat, war Georg III. Dieses Haus wurde 1802 teilweise abgerissen. Im Jahre 1811, als Georg III. geistig erkrankte und erblindete, zog er in den Palast von Windsor Castle und weilte dort bis zu seinem Tod im Jahre 1820.
Aufgrund seines flämischen Aussehens wird der Palast Dutch House (holländisches Haus) genannt. Der Palast wurde nach zehn Jahren Renovierung am 27. April 2006 für die Öffentlichkeit wieder freigegeben. Die Kosten für die Restaurierung des Hauses im Stil des frühen 18. Jahrhunderts beliefen sich auf umgerechnet 9,6 Millionen Euro. Königin Elisabeth II. feierte am Abend des 21. April 2006 mit engsten Familienangehörigen im frisch restaurierten Kew Palace ihren 80. Geburtstag. Hinter dem Gebäude findet man Queen's Garden (Garten der Königin), ein Kräutergarten, in dem Heilkräuter wachsen, die im 17. Jahrhundert verwendet wurden.

### Das Chokushi-Mon

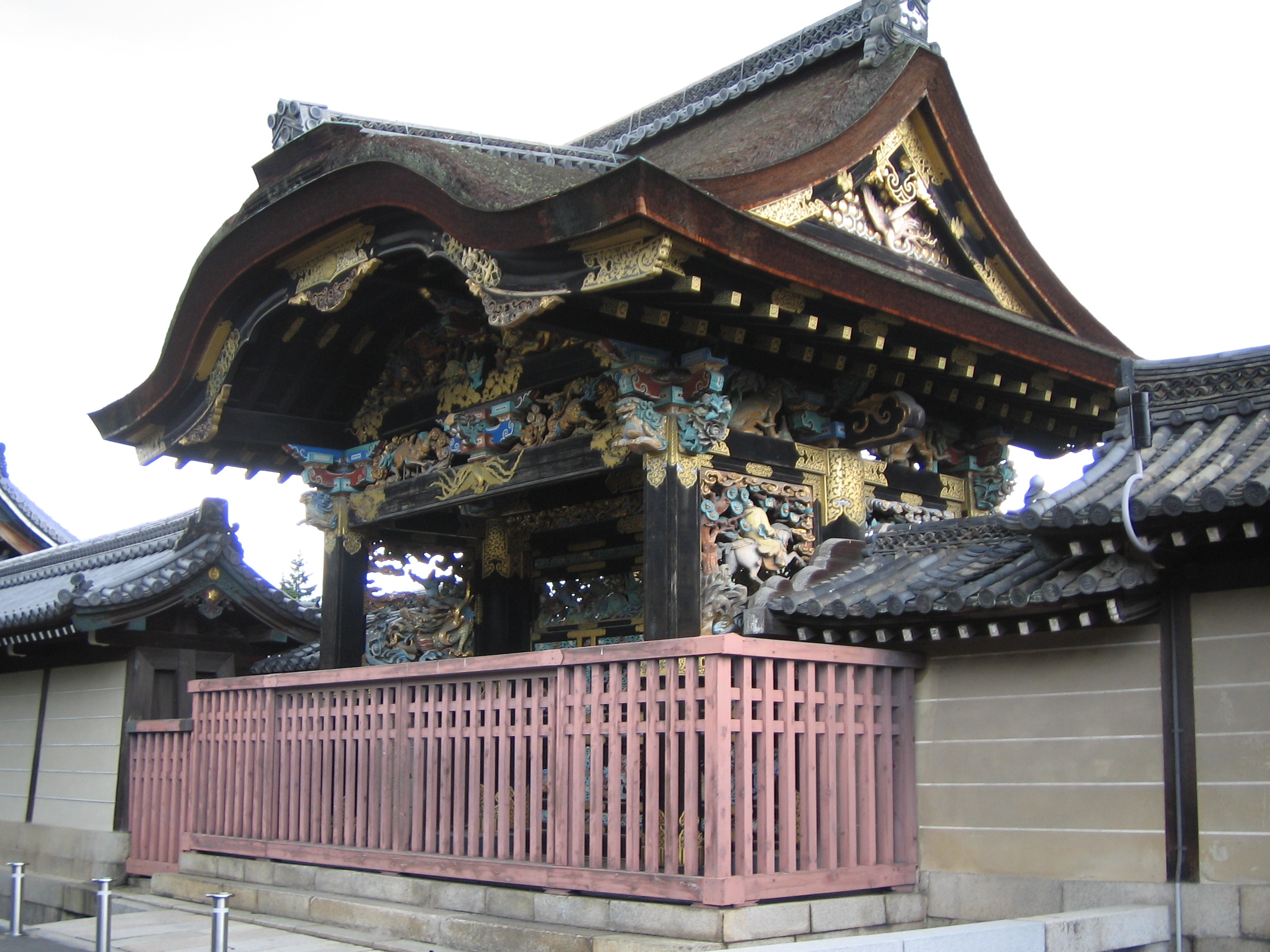
Karamon des Nishi Hongan-ji

Das Chokushi-Mon („Das Tor des kaiserlichen Gesandten“) ist eine verkleinerte Nachbildung des Karamon („chinesisches Tor“), Haupteingang des Nishi Hongan-ji in Kyōto. Es wurde 1910 für die Japanisch-britische Ausstellung in London erbaut, danach abmontiert und in Kew Gardens wieder errichtet. Das Tor wurde im Stil der Azuchi-Momoyama-Zeit (spätes 16. Jahrhundert) ausgeführt. Das aus Holz gefertigte Tor enthält sehr viele handgeschnitzte Teile. Diese stellen vor allem Blumen und Tiere, aber auch eine alte chinesische Legende dar.
Umgeben ist das Chokushi-Mon von einem japanischen Steingarten im Stil des 16. Jahrhunderts. Dieser besteht aus drei Teilen, dem „Garten des Friedens“, dem „Garten der Aktivität“ und dem „Garten der Harmonie“, in denen verschiedene Aspekte japanischer Gärten dargestellt werden.

### Die Pagode

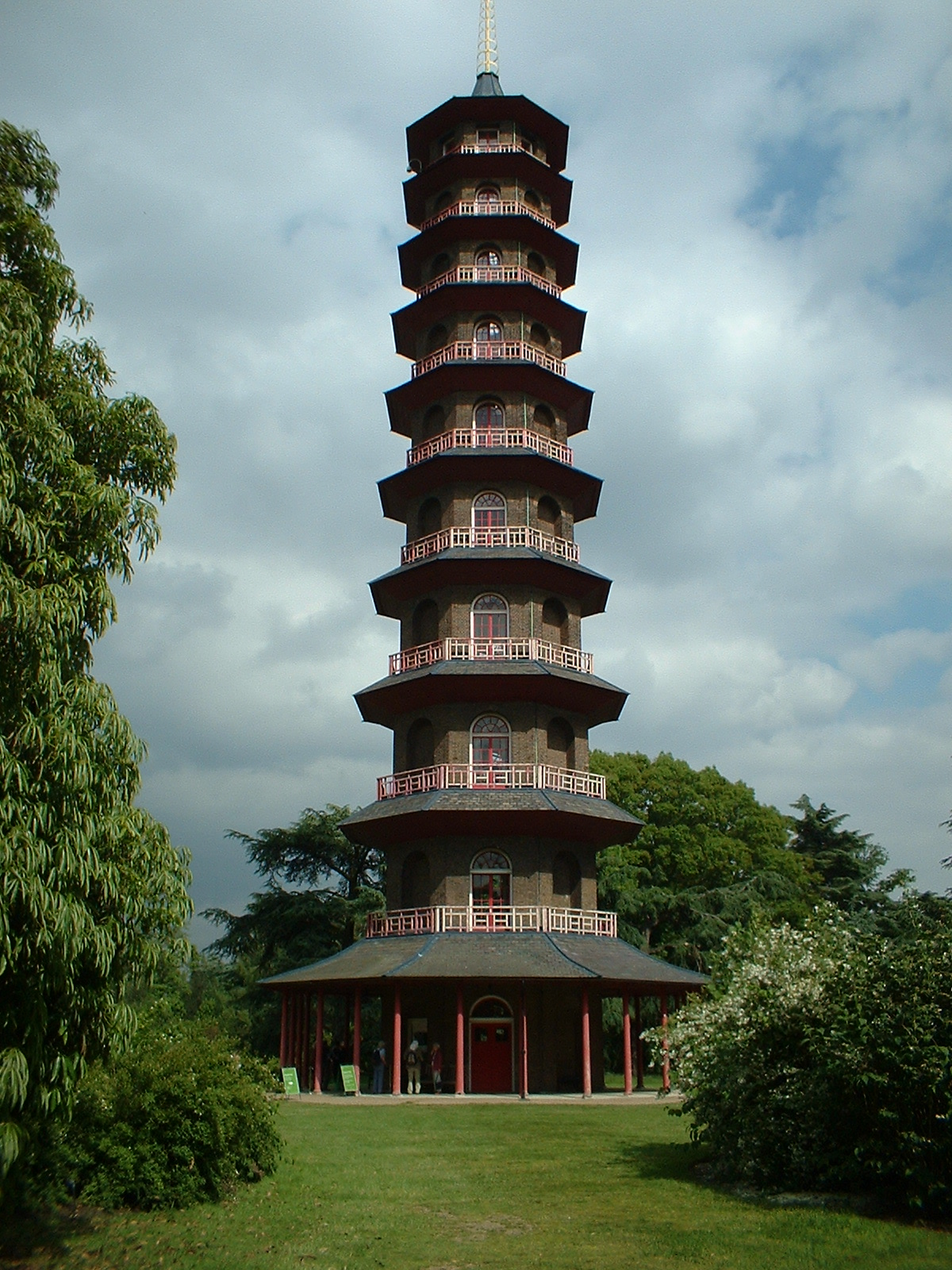
Chinesische Pagode

Im Südosten der Kew Gardens befindet sich die 1762 nach Plänen von William Chambers und chinesischem Vorbild errichtete Ziegelstein-Pagode (The Chinese Pagoda). Der Bau ist knapp 50 Meter hoch und hat am Boden einen maximalen Durchmesser von 15 Metern. Besucher können die Pagode über eine Treppe mit 253 Stufen besteigen. Obwohl Chambers während einer Chinareise eigene Skizzen von Pagoden angefertigt hatte, soll die Pagode von Johan Nieuhofs Darstellungen der Porzellanpagode von Nanjing inspiriert sein.

### Die Bambusgärten
In Kews Bambusgärten wachsen etwa 120 verschiedene Arten. Im Zentrum dieser Anlage befindet sich ein kleines, traditionelles japanisches Haus. Rund um das Haus, zwischen den Pflanzungen, sind einige aus Bambus gefertigte Dinge zu sehen, wie zum Beispiel ein Windspiel und ein Xylophon.

### Der Steingarten
Der Steingarten wurde bereits 1882 angelegt. Später wurde der verwendete Kalkstein durch Sandstein ersetzt, da letzterer mehr Wasser speichern kann. Damit konnten auch feuchtigkeitsliebende Pflanzen im Steingarten angepflanzt werden. Heute beherbergt der Steingarten feuchtigkeitsliebende Gewächse und Gebirgspflanzen aus allen Kontinenten.

### Queen’s Beasts
Neben dem Tropenhaus befindet sich eine Aufreihung von zehn Statuen mit Wappen-Fabeltieren. Sie sind als die Queen's Beasts (deutsch: Tiere der Königin) bekannt. Sie waren ursprünglich geschaffen worden für die Krönung der Königin Elisabeth II. 1953, die aktuell aufgestellten Statuen sind Nachbildungen in Portland-Stein. Die Tiere sind: der Löwe von England, der Greif des Königs Eduard III., der Falke des Hauses Plantagenet, der schwarze Bulle von Clarence, der weiße Löwe von Mortimer, das Yale von Beaufort, der weiße Greyhound von Richmond, der rote Drache von Wales, das Einhorn von Schottland und das weiße Pferd von Hannover.

### Ausstellungen
Das kleine Museum No. 1 in der Nähe des Tropenhauses präsentiert die ständige Ausstellung Plants and People (deutsch: Pflanzen und Menschen), die zeigt, wie die Menschheit Pflanzen genutzt hat. Eine weitere permanente Ausstellung, die in der Marianne North Gallery gezeigt wird, präsentiert Bilder der Künstlerin Marianne North, die viel gereist ist und fast ausschließlich Naturbilder gemalt hat. Das Gebäude wurde ausschließlich für diese Ausstellung errichtet, und die Bilder sind auf viktorianische Art ausgestellt, d. h. lückenlos, Rahmen an Rahmen die Wände zierend. Es gibt auch Wechselausstellungen verschiedener Kunstwerke, meist Skulpturen, im Freien und in den Glashäusern.

### Thematische Pflanzungen
Verstreut über die gesamte Parkanlage findet man Anlagen, in denen bestimmte Gewächse gezogen werden. Unter anderem befindet sich hinter dem Tropenhaus ein 1923 angelegter Rosengarten, in dem über zehn verschiedene Rosenarten kultiviert werden. In der Nähe der Bambusgärten besteht eine großflächige Anpflanzung von Rhododendron, das Rhododendron Dell, das über 700 verschiedene Exemplare enthält. Daneben gibt es eine Stechpalmenallee (englisch: Holly Walk). Diese ist mehr als einen Kilometer lang und besteht aus ausgewachsenen Stechpalmen, von denen die meisten bereits über 135 Jahre alt sind.
Weitere thematische Pflanzungen sind der Azaleengarten (englisch Azalea Garden), der Fliedergarten (Lilac Garden), in dem 105 Arten kultiviert werden und das Colour Spectrum (deutsch: Farbenspektrum), in dem jede Farbe des Regenbogens durch verschiedene Pflanzen repräsentiert ist. Der Mediterrean Garden (Mittelmeer-Garten) beherbergt vor allem Sträucher und Kräuter aus dem Mittelmeerraum. Der Waterlily Pond (Seerosenteich), in dem im Frühling verschiedenen Teichpflanzen blühen, ist umgeben vom Woodland Glade, wo neben anderen Nadelbaumarten auch Mammutbäume wachsen.

## Wissenschaftliche Bedeutung

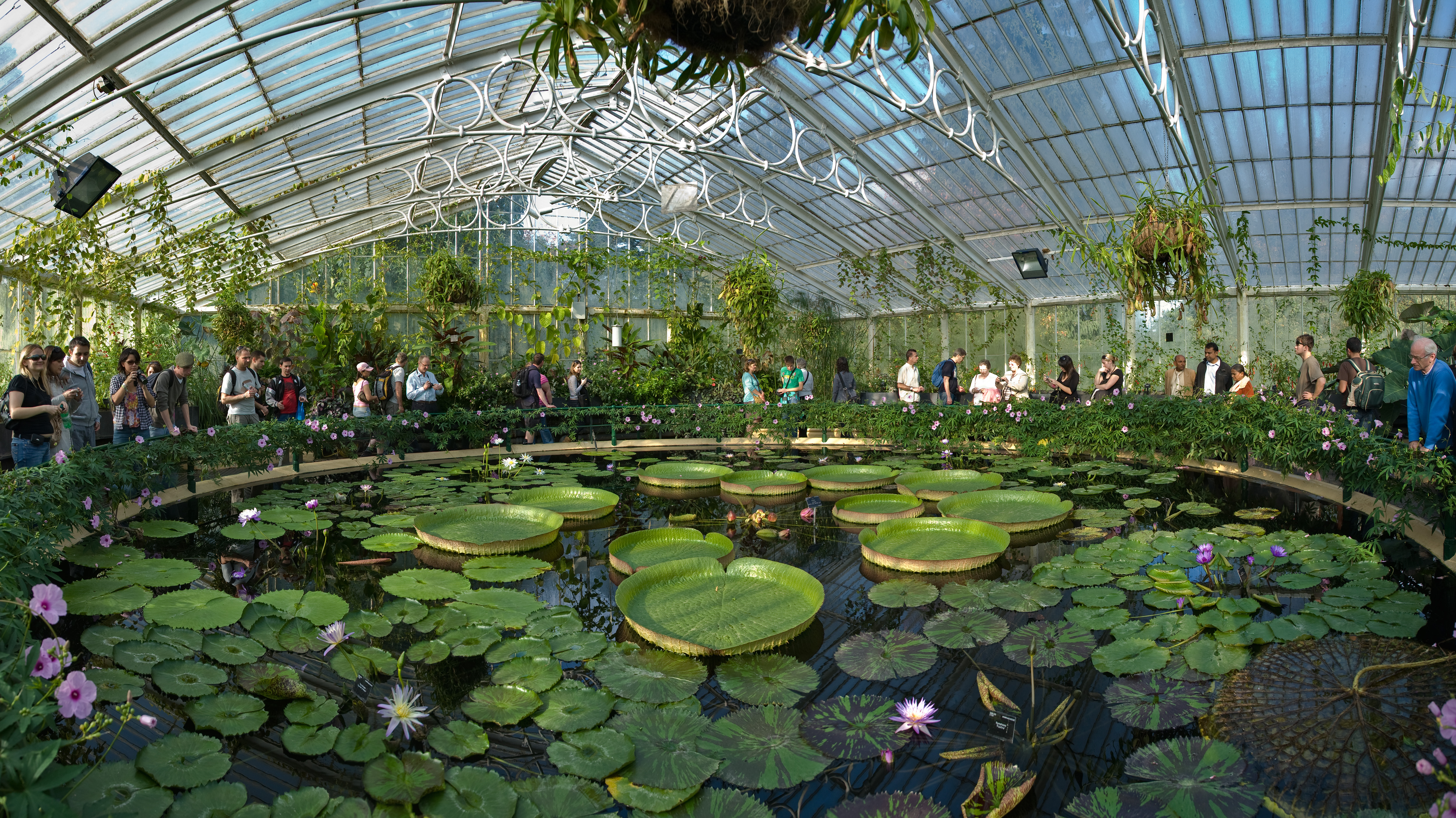
Im Seerosenhaus

Kew, wie die Gärten heute unter Botanikern genannt werden, besitzt eine umfangreiche Samenbank. Sie ist das größte Samenarchiv der Welt. Das Millennium Seed Bank Project ist im Wellcome Trust Millennium Building in Wakehurst, West Sussex untergebracht und hat bis März 2021 mehr als 2,4 Milliarden Samen von etwa 40.000 Arten gesammelt. Die Samen werden in unterirdischen gefrorenen Gewölben gelagert und sind Teil eines internationalen Naturschutzprojekts, das von dem Park verwaltet wird. Das Projekt hat das Ziel, Tausende von Arten gegen ein mögliches Aussterben zu schützen. Im April 2007 legte das Projekt den milliardsten Samen ein, eine Art afrikanischer Bambus namens Oxytenanthera abyssinica. Zwei von fünf eingelagerten Pflanzenarten sind derzeit vom Aussterben bedroht. Durch die Konservierung von Proben in klimatisierten Tiefkühllagern unter der Erde und die Zusammenarbeit mit ähnlichen Projekten weltweit hofft die Millennium Seed Bank, gefährdeten Pflanzen Schutz zu bieten. Diese können dann für eine spätere Wiedereinführung gekeimt oder für zukünftige Lebensmittel oder Medikamente untersucht werden. Samen von fast allen einheimischen Pflanzenarten Großbritanniens werden hier gelagert. Zusammen mit dem Herbarium der Harvard University und dem Australischen National-Herbarium arbeitet Kew an der IPNI-Datenbank, mittels derer verbindliche Pflanzennamen festgelegt und zur Verfügung gestellt werden.

## Bildung und Ausbildung
Wie in botanischen Gärten üblich, sind auch in Kew Gardens die Pflanzen mit Informationsschildchen versehen. Diese enthalten den allgemein gebräuchlichen englischen Namen der Pflanze, die botanische Bezeichnung und, falls die Pflanze importiert wurde, den Herkunftsort. Informationsblätter über bestimmte Pflanzen, Projekte oder Bauwerke in den Royal Botanic Gardens sind erhältlich, die meisten sind auch online zugänglich.
Des Weiteren bietet Kew Gardens eine Reihe von Kurzlehrgängen, Studientagen und Lesungen an. Themengebiete sind unter anderem Botanik, Gartenbau, Natur- und Pflanzenfotografie und -illustration.
Auf dem themenbezogenen Spielplatz Climbers and Creepers erfahren Kinder, wie Pflanzen sich ernähren und vermehren. Sie können dort in und auf übergroßen Pflanzenmodellen die Pflanzenwelt aus der Perspektive von Insekten erleben. Die Modelle sind interaktiv und reagieren auf Bewegung und Ähnliches.

## Rezeption
Der weltweite Ruhm des englischen Kew Gardens führte unter anderen dazu, dass im kanadischen Toronto in der zweiten Hälfte des 19. Jahrhunderts ein Unternehmer seinen Vergnügungs- und Erholungspark am Ontariosee The Canadian Kew Gardens nannte. Diese Parkanlagen gibt es in leicht veränderter Form noch immer, seit dem Erwerb durch die Stadtverwaltung 1907 als öffentlicher Park Kew Gardens.
Die Gartenanlage wurde 2018 mit dem Europäischen Gartenpreis in der Kategorie „Gartenkulturelles Erbe in Europa“ ausgezeichnet.